# 김민경 (희극인)
김민경(金敏璟, 1981년 9월 11일~)은 대한민국의 희극인 겸 유튜버 겸 사격선수이다.

## 생애 및 경력
1981년 9월 11일에 대구광역시에서 태어났으며, 2000년 6월 연극배우 첫 데뷔하였고 그 6년 후 2008년 KBS 23기 공채 개그우먼으로 정식으로 데뷔하였다. 또한 현재  코미디 TV 《맛있는 녀석들》에서 활동하고 있다. 또, 별명은 민경장군, 먹방요정, 밥이인형, 주문요정이다.
2022년 11월 19일, 생애 처음으로 태극마크를 달고 IPSC(International Practical Shooting Confederation, 국제실용사격연맹) 사격 대회에 출전한다.
2022년 6월 IPSC KOREA(대한실용사격연맹)에서 진행된 IPSC LV.4 자격 시험을 시작으로 11월 국가대표 선발전을 거쳐 태극마크를 단 김민경이 같은달 19일부터 태국에서 열리는 '2022 IPSC 핸드건 월드 슛(2022 IPSC Handgun World Shoot)'에 국가대표 자격으로 출전 예정이다.

## 학력
- 계명문화대학교 광고디자인학과

## 출연작

### 방송
- KBS2《개그콘서트》

〈거제도〉해녀(보숙의 엄마) 역
〈그냥 내비둬〉송병철의 애인 역
〈그땐 그랬지〉김재욱의 젊은 모습 역
〈닭치高〉
〈로비스트〉미란 다커 역
〈만수르〉
〈명훈아 명훈아 명훈아〉
〈보고싶다〉 방은지
〈불편한 진실〉
〈뿜 엔터테인먼트〉
〈사랑이 LARGE〉유민상의 여자친구 역
〈생활의 발견〉
〈속상해〉김지호의 어머니 역
〈슈퍼스타 KBS〉
〈시청률의 제왕〉
〈썬이〉
〈아무말 대잔치〉
〈아빠와 아들〉
〈억수르〉마르다 역
〈엔젤스〉
<우리 성광씨가 달라졌어요>/〈우리 성광이가 달라졌어요〉여자친구 역
〈이.개.세 (이 개그맨들이 사는 세상)〉
〈이기적인 특허소〉
〈클라이 막장〉
〈풀하우스〉딸내미 역
〈피곤한 가족〉아내 역
〈헬스걸〉
〈희극지왕 박성호〉
〈301 302〉302호 여자 역
〈기울어家〉아내 역
<다있show>3대돼너(송영길 대리출연)
<연애인들> 정명훈의 매니저이자 유민상의 조카
- KBS2《웃음충전소》

〈계층공감 OLD&형님〉
- KBS2《해피선데이》

〈1박 2일〉(친구따라 양양간다)
- KBS2《위기탈출 넘버원》
- KBS2《세대공감 토요일》최종회 - 2013년 10월 19일 토요일 가수 박상민과 함께 출연
- KBS2(부부클리닉 사랑과전쟁 시즌1)제 420 화  <세집살림> 미용실직원친구역 출연
- SBS《도전 1000곡》- 280회 - 2013년 12월 29일 게스트
- MBC Every 1《나인 투 식스 2》
- KBS2《1 대 100》- 326회 1월 28일 화요일 두번째 도전자
- KBS2《7인의 미스코리아》
- SBS《룸메이트》
- SBS《못난이 주의보》 ... 의뢰인 역
- 코미디TV 《맛있는 녀석들》
- EBS1 어린이 드라마 《마요네즈》 ... 어머니역
- SBS《백종원의 3대 천왕》
- KBS2《마음의 소리》
- KBS2《배틀트립》31화(with 김지민)
- 한국낚시채널 釣仙美女三銃士
- KBS 조이 얼큰한여자들
- KBS2 《옥탑방의  문제아들》
- tvN 나는 살아있다
- MBC 《나혼자산다》- 무지개 회원
- MBC 《황금어장 라디오스타》
- KBS2 《개승자》
- 채널A 피는 못 속여 공동MC
- JTBC 차이나는 클라스 - 인생수업
- tvN 《한도초과》
- tvN 《놀라운 토요일》
- SBS 《미운우리새끼》
- TV조선 조선의 사랑꾼
- SBS《골 때리는 그녀들-골림픽》
- SBS《순정파이터》 -고정
- SBS《미운 우리 새끼》 -고정
- KBS2 《걸어서 환장 속으로》
- KBS2 《노머니 노아트》 -고정
- KBS2 《옥탑방의 문제아들》
- JTBC 《아는형님》
- JTBC 《뭉뜬리턴즈》
- 유튜브 《달려라 석진》

### 드라마
- KBS2 《좀비탐정》 ... 영화 강시와 백허그의 여주인공 역 (특별출연)
- SBS 《사계의 봄》 ... 배달 기사가 된 사계와 대면하는 집주인 역 (특별출연)

### 영화
- 2016년 《잡아야 산다》 카페 빵녀 역 (특별출연)

## 수상 및 후보
| 연도 | 시상식                   | 부문                      | 작품             | 결과 |
| ---- | ------------------------ | ------------------------- | ---------------- | ---- |
| 2013 | KBS 연예대상             | 코미디 부문 여자 우수상   | 개그콘서트       | 수상 |
| 2015 | KBS 연예대상             | 코미디 부문 여자 최우수상 | 개그콘서트       | 수상 |
| 2016 | 제10회 케이블TV 방송대상 | 맛있는 스타상             | 맛있는 녀석들    | 수상 |
| 2019 | 제55회 백상예술대상      | TV부문 여자예능상         | 맛있는 녀석들    | 후보 |
| 2020 | 제56회 백상예술대상      | TV부문 여자예능상         | 맛있는 녀석들    | 후보 |
| 2020 | 제5회 동아닷컴’s PICK    | 사랑해요 대세장군         | 빈칸             | 수상 |
| 2023 | SBS 연예대상             | 센추리클럽상              | 골 때리는 그녀들 | 수상 |